# New Radicals
New Radicals est un groupe de rock américain, originaire de Los Angeles, en Californie. Il est formé à  la fin des années 1990 autour du chanteur Gregg Alexander. 
Les New Radicals ont eu une existence relativement brève puisqu'ils n'ont vécu que le temps d'un album, entre 1997 et 1999. Cet album intitulé Maybe You've Been Brainwashed Too (1998), dont le single You Get What You Give est un tube. Gregg Alexander poursuit sa carrière comme compositeur et comme producteur au service d'artistes comme Ronan Keating, Carlos Santana ou encore Geri Halliwell.

## Biographie
New Radicals est formé à Los Angeles, en Californie en 1997 par Gregg Alexander, qui compte déjà deux albums solo sans succès, Michigan Rain (1990) et Intoxifornication (1992). Michael Rosenblatt, vice-président sénior A&R de MCA Records, signe le groupe au label en 1998 et Alexander reçoit 600 000 $ d'aide financière pour le seul et unique album du groupe, Maybe You've Been Brainwashed Too, publié le 20 octobre de la même année. Celui-ci est bien accueilli par la presse spécialisée, mais d'autres critiques fustigent l'usage de paroles parlant de drogues et de sexe.